# Serguéi Morgunov
Serguéi Nikoláievich Morgunov (en ruso: Сергей Николаевич Моргунов; Chernyatinskiye Vyselki, Imperio ruso, 30 de noviembre de 1918 – Kashira, Unión Soviética, 19 de julio de 1946) fue uno de los principales ases de la aviación soviético. Morgunov combatió durante la Segunda Guerra Mundial en las filas de la Fuerza Aérea Soviética, en donde consiguió un total de cuarenta y un derribos en solitario, por los que finalmente recibió el título de Héroe de la Unión Soviética en 1946. Murió ese mismo año en un accidente aéreo.

## Biografía
Serguéi Morgunov nació el 30 de noviembre de 1918 en la pequeña localidad rural de Chernyatinskiye Vyselki —en esa época situada en la gobernación de Moscú en la RSFS de Rusia, actualmente en el óblast de Moscú en Rusia—. En el seno de una familia de campesinos rusos. Después de estudiar siete años en una escuela en Kashira y completar su educación en la escuela de aprendizaje de una fábrica, trabajó como mecánico en la ciudad de Stúpino. Paralelamente a su trabajo en la fábrica, estudió en el club de vuelo de la asociación paramilitar OSOAVIAJIM (Unión de Sociedades de Asistencia para la Defensa, la Aviación y la Construcción Química de la URSS).
En 1937, fue reclutado por el Ejército Rojo. En 1941 se graduó en la Escuela de Pilotos de Aviación Militar de Kachin y desde el 7 de abril de 1943 combatió en la Segunda Guerra Mundial. En septiembre de 1944, el entonces teniente Serguéi Morgunov comandaba un escuadrón del 15.º Regimiento de Aviación de Cazas de la 278.ª División de Aviación de Cazas del 3.º Cuerpo Aéreo de Cazas del 16.º Ejército Aéreo del Primer Frente Bielorruso. Hasta ese momento, había realizado 234 misiones de combate, participó en 68 batallas aéreas y derribó en solitario veintidós aviones enemigos. 
Hasta el 9 de mayo de 1945, había realizado 350 misiones de combate, participado en 96 batallas aéreas y derribado 41 aviones alemanes (todas las victorias las obtuvo en solitario). Nunca fue derribado; aunque en una de las batallas aéreas en las que participó resultó levemente herido.
El 15 de mayo de 1946, por Decreto del Presídium del Sóviet Supremo de la URSS, recibió el título de Héroe de la Unión Soviética con la entrega de la Orden de Lenin y la medalla de la Estrella de Oro, «por el desempeño ejemplar de las misiones de combate del comando en los frentes de lucha contra los invasores nazis y el coraje y el heroísmo mostrados».
El 19 de julio de 1946 murió en un accidente aéreo durante un vuelo de entrenamiento. Fue enterrado en la ciudad de Kashira, con un monumento erigido en su tumba, además se le dio su nombre a una calle de la localidad.

## Condecoraciones
A lo largo de su carrera militar Serguéi Morgunov fue galardonado con las siguientes condecoraciones
|  | Héroe de la Unión Soviética (15 de mayo de 1946)                                                                           |
|  | Orden de Lenin (15 de mayo de 1946)                                                                                        |
|  | Orden de la Bandera Roja, cuatro veces (17 de enero de 1944, 22 de mayo de 1944, 29 de marzo de 1945 y 4 de junio de 1945) |
|  | Orden de la Guerra Patria de 1.er grado (15 de agosto de 1943)                                                             |
|  | Orden de la Guerra Patria de 2.do grado (5 de junio de 1943)                                                               |
|  | Medalla por la Defensa del Cáucaso                                                                                         |
|  | Medalla por la Victoria sobre Alemania en la Gran Guerra Patria 1941-1945                                                  |
|  | Medalla por la Conquista de Berlín                                                                                         |
|  | Medalla por la Liberación de Varsovia                                                                                      |